# امین‌آباد (مشهد)
امین آباد روستایی در دهستان طوس بخش مرکزی شهرستان مشهد استان خراسان رضوی ایران است. بر پایه سرشماری عمومی نفوس و مسکن در سال ۱۳۹۰ جمعیت این روستا ۹۱۲ نفر (در ۲۵۳ خانوار) بوده‌است.